# 황점
황점(黃霑, 1941년 3월 16일 ~ 2004년 11월 24일)은 중국, 홍콩의 음악가이자 배우이다.

## 내용

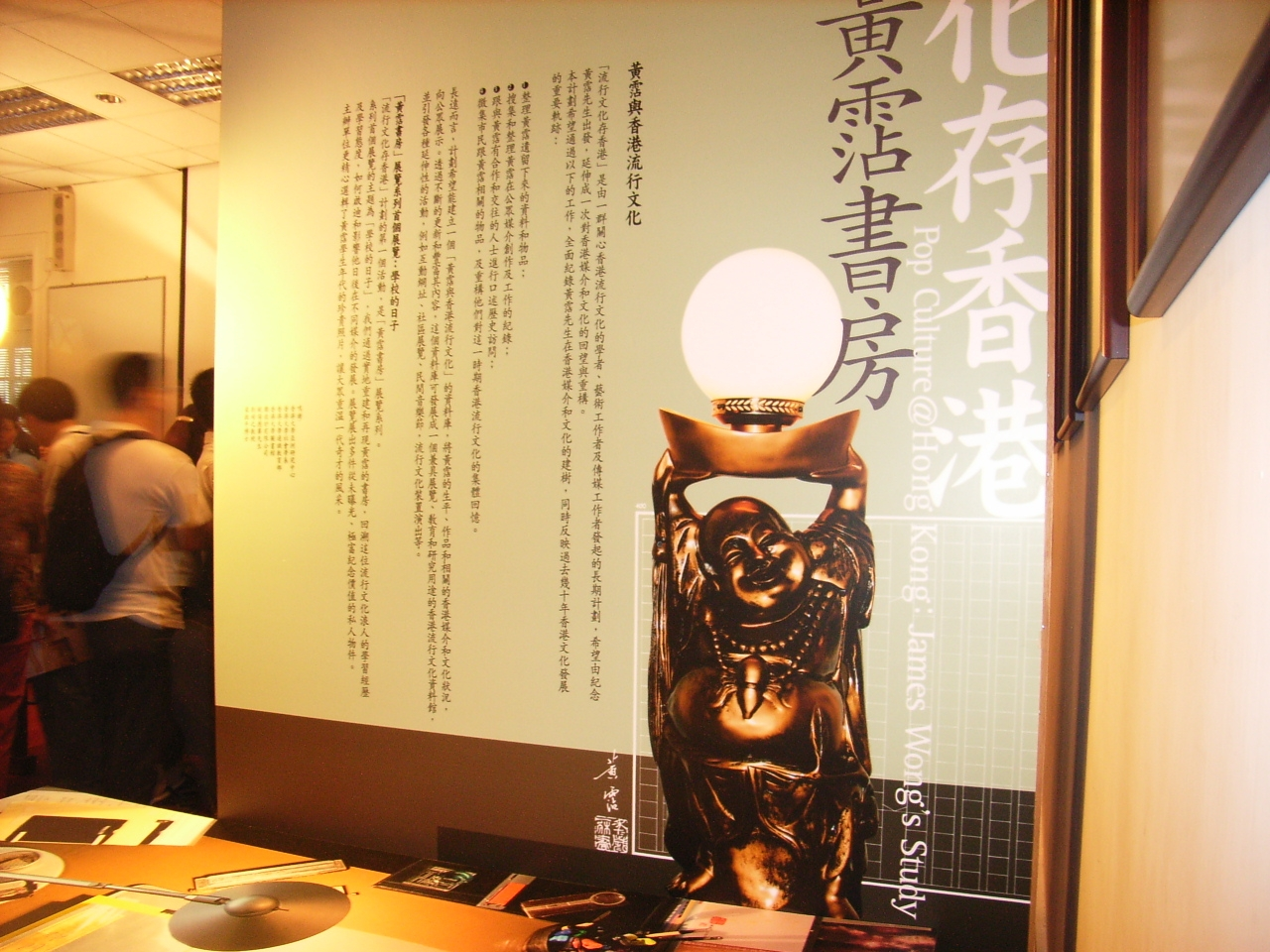
홍콩대학 아시아 연구 센터의
"황점서방"

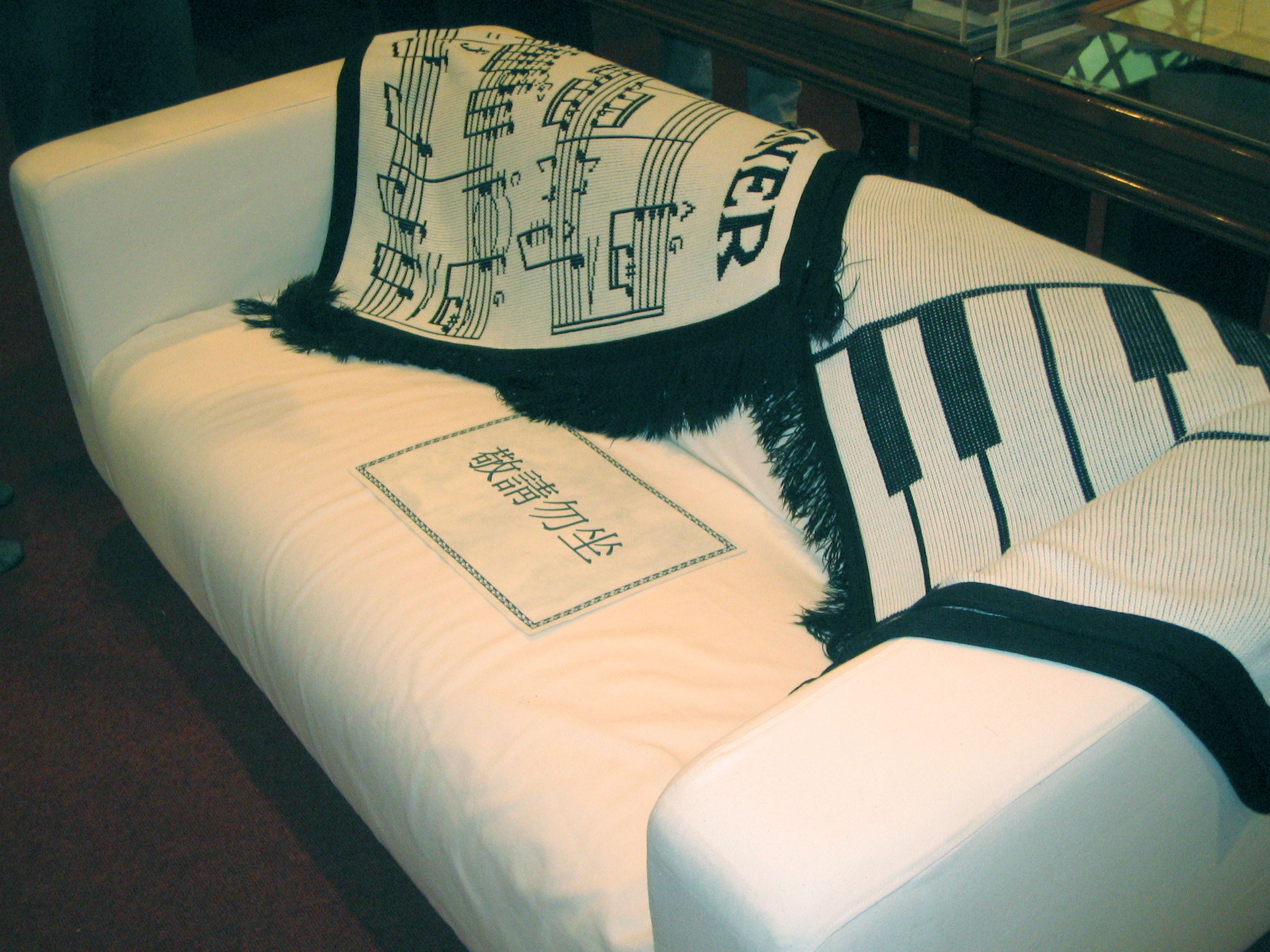
황점이 평소 좋아하던
"음악담요"

## 작품

### 음악 감독
- 1993년
  - 《육지금마》
  - 《서초패왕》
  - 《양축》

- 1993년
  - 《청사》
  - 《동성서취》
  - 《벽혈신검》
  - 《전신》

- 1992년
  - 《방세옥》
  - 《시티 헌터》

- 1991년
  - 《황비홍》
  - 《귀타귀 3 : 영환지존》

- 1990년
  - 《천녀유혼 2 : 인간도》
  - 《소오강호》
  - 《첩혈가두》

- 1989년
  - 《진용》

- 1988년
  - 《비룡맹장》

- 1987년
  - 《천녀유혼》
  - 《영웅본색 2》
  - 《흑전사》

- 1986년
  - 《영웅본색》
  - 《도마단》

- 1978년
  - 《가리배》